# 1420
Portal Geschichte | Portal Biografien | Aktuelle Ereignisse | Jahreskalender | Tagesartikel

◄ |
14. Jahrhundert |
15. Jahrhundert
| 16. Jahrhundert | ►

◄ |
1390er |
1400er |
1410er |
1420er
| 1430er | 1440er | 1450er | ►

◄◄ |
◄ |
1416 |
1417 |
1418 |
1419 |
1420
| 1421 | 1422 | 1423 | 1424 | ► | ►►
Staatsoberhäupter  · Nekrolog   · Musikjahr
| Januar | Januar | Januar | Januar | Januar | Januar | Januar | Januar |
| Kw     | Mo     | Di     | Mi     | Do     | Fr     | Sa     | So     |
| ------ | ------ | ------ | ------ | ------ | ------ | ------ | ------ |
| 1      | 1      | 2      | 3      | 4      | 5      | 6      | 7      |
| 2      | 8      | 9      | 10     | 11     | 12     | 13     | 14     |
| 3      | 15     | 16     | 17     | 18     | 19     | 20     | 21     |
| 4      | 22     | 23     | 24     | 25     | 26     | 27     | 28     |
| 5      | 29     | 30     | 31     |        |        |        |        |

| Februar | Februar | Februar | Februar | Februar | Februar | Februar | Februar |
| Kw      | Mo      | Di      | Mi      | Do      | Fr      | Sa      | So      |
| ------- | ------- | ------- | ------- | ------- | ------- | ------- | ------- |
| 5       |         |         |         | 1       | 2       | 3       | 4       |
| 6       | 5       | 6       | 7       | 8       | 9       | 10      | 11      |
| 7       | 12      | 13      | 14      | 15      | 16      | 17      | 18      |
| 8       | 19      | 20      | 21      | 22      | 23      | 24      | 25      |
| 9       | 26      | 27      | 28      | 29      |         |         |         |

| März | März | März | März | März | März | März | März |
| Kw   | Mo   | Di   | Mi   | Do   | Fr   | Sa   | So   |
| ---- | ---- | ---- | ---- | ---- | ---- | ---- | ---- |
| 9    |      |      |      |      | 1    | 2    | 3    |
| 10   | 4    | 5    | 6    | 7    | 8    | 9    | 10   |
| 11   | 11   | 12   | 13   | 14   | 15   | 16   | 17   |
| 12   | 18   | 19   | 20   | 21   | 22   | 23   | 24   |
| 13   | 25   | 26   | 27   | 28   | 29   | 30   | 31   |

| April | April | April | April | April | April | April | April |
| Kw    | Mo    | Di    | Mi    | Do    | Fr    | Sa    | So    |
| ----- | ----- | ----- | ----- | ----- | ----- | ----- | ----- |
| 14    | 1     | 2     | 3     | 4     | 5     | 6     | 7     |
| 15    | 8     | 9     | 10    | 11    | 12    | 13    | 14    |
| 16    | 15    | 16    | 17    | 18    | 19    | 20    | 21    |
| 17    | 22    | 23    | 24    | 25    | 26    | 27    | 28    |
| 18    | 29    | 30    |       |       |       |       |       |

| Mai | Mai | Mai | Mai | Mai | Mai | Mai | Mai |
| Kw  | Mo  | Di  | Mi  | Do  | Fr  | Sa  | So  |
| --- | --- | --- | --- | --- | --- | --- | --- |
| 18  |     |     | 1   | 2   | 3   | 4   | 5   |
| 19  | 6   | 7   | 8   | 9   | 10  | 11  | 12  |
| 20  | 13  | 14  | 15  | 16  | 17  | 18  | 19  |
| 21  | 20  | 21  | 22  | 23  | 24  | 25  | 26  |
| 22  | 27  | 28  | 29  | 30  | 31  |     |     |

| Juni | Juni | Juni | Juni | Juni | Juni | Juni | Juni |
| Kw   | Mo   | Di   | Mi   | Do   | Fr   | Sa   | So   |
| ---- | ---- | ---- | ---- | ---- | ---- | ---- | ---- |
| 22   |      |      |      |      |      | 1    | 2    |
| 23   | 3    | 4    | 5    | 6    | 7    | 8    | 9    |
| 24   | 10   | 11   | 12   | 13   | 14   | 15   | 16   |
| 25   | 17   | 18   | 19   | 20   | 21   | 22   | 23   |
| 26   | 24   | 25   | 26   | 27   | 28   | 29   | 30   |

| Juli | Juli | Juli | Juli | Juli | Juli | Juli | Juli |
| Kw   | Mo   | Di   | Mi   | Do   | Fr   | Sa   | So   |
| ---- | ---- | ---- | ---- | ---- | ---- | ---- | ---- |
| 27   | 1    | 2    | 3    | 4    | 5    | 6    | 7    |
| 28   | 8    | 9    | 10   | 11   | 12   | 13   | 14   |
| 29   | 15   | 16   | 17   | 18   | 19   | 20   | 21   |
| 30   | 22   | 23   | 24   | 25   | 26   | 27   | 28   |
| 31   | 29   | 30   | 31   |      |      |      |      |

| August | August | August | August | August | August | August | August |
| Kw     | Mo     | Di     | Mi     | Do     | Fr     | Sa     | So     |
| ------ | ------ | ------ | ------ | ------ | ------ | ------ | ------ |
| 31     |        |        |        | 1      | 2      | 3      | 4      |
| 32     | 5      | 6      | 7      | 8      | 9      | 10     | 11     |
| 33     | 12     | 13     | 14     | 15     | 16     | 17     | 18     |
| 34     | 19     | 20     | 21     | 22     | 23     | 24     | 25     |
| 35     | 26     | 27     | 28     | 29     | 30     | 31     |        |

| September | September | September | September | September | September | September | September |
| Kw        | Mo        | Di        | Mi        | Do        | Fr        | Sa        | So        |
| --------- | --------- | --------- | --------- | --------- | --------- | --------- | --------- |
| 35        |           |           |           |           |           |           | 1         |
| 36        | 2         | 3         | 4         | 5         | 6         | 7         | 8         |
| 37        | 9         | 10        | 11        | 12        | 13        | 14        | 15        |
| 38        | 16        | 17        | 18        | 19        | 20        | 21        | 22        |
| 39        | 23        | 24        | 25        | 26        | 27        | 28        | 29        |
| 40        | 30        |           |           |           |           |           |           |

| Oktober | Oktober | Oktober | Oktober | Oktober | Oktober | Oktober | Oktober |
| Kw      | Mo      | Di      | Mi      | Do      | Fr      | Sa      | So      |
| ------- | ------- | ------- | ------- | ------- | ------- | ------- | ------- |
| 40      |         | 1       | 2       | 3       | 4       | 5       | 6       |
| 41      | 7       | 8       | 9       | 10      | 11      | 12      | 13      |
| 42      | 14      | 15      | 16      | 17      | 18      | 19      | 20      |
| 43      | 21      | 22      | 23      | 24      | 25      | 26      | 27      |
| 44      | 28      | 29      | 30      | 31      |         |         |         |

| November | November | November | November | November | November | November | November |
| Kw       | Mo       | Di       | Mi       | Do       | Fr       | Sa       | So       |
| -------- | -------- | -------- | -------- | -------- | -------- | -------- | -------- |
| 44       |          |          |          |          | 1        | 2        | 3        |
| 45       | 4        | 5        | 6        | 7        | 8        | 9        | 10       |
| 46       | 11       | 12       | 13       | 14       | 15       | 16       | 17       |
| 47       | 18       | 19       | 20       | 21       | 22       | 23       | 24       |
| 48       | 25       | 26       | 27       | 28       | 29       | 30       |          |

| Dezember | Dezember | Dezember | Dezember | Dezember | Dezember | Dezember | Dezember |
| Kw       | Mo       | Di       | Mi       | Do       | Fr       | Sa       | So       |
| -------- | -------- | -------- | -------- | -------- | -------- | -------- | -------- |
| 48       |          |          |          |          |          |          | 1        |
| 49       | 2        | 3        | 4        | 5        | 6        | 7        | 8        |
| 50       | 9        | 10       | 11       | 12       | 13       | 14       | 15       |
| 51       | 16       | 17       | 18       | 19       | 20       | 21       | 22       |
| 52       | 23       | 24       | 25       | 26       | 27       | 28       | 29       |
| 1        | 30       | 31       |          |          |          |          |          |

| Januar | Januar | Januar | Januar | Januar | Januar | Januar | Januar |
| Kw     | Mo     | Di     | Mi     | Do     | Fr     | Sa     | So     |
| ------ | ------ | ------ | ------ | ------ | ------ | ------ | ------ |
| 1      | 1      | 2      | 3      | 4      | 5      | 6      | 7      |
| 2      | 8      | 9      | 10     | 11     | 12     | 13     | 14     |
| 3      | 15     | 16     | 17     | 18     | 19     | 20     | 21     |
| 4      | 22     | 23     | 24     | 25     | 26     | 27     | 28     |
| 5      | 29     | 30     | 31     |        |        |        |        |

| Februar | Februar | Februar | Februar | Februar | Februar | Februar | Februar |
| Kw      | Mo      | Di      | Mi      | Do      | Fr      | Sa      | So      |
| ------- | ------- | ------- | ------- | ------- | ------- | ------- | ------- |
| 5       |         |         |         | 1       | 2       | 3       | 4       |
| 6       | 5       | 6       | 7       | 8       | 9       | 10      | 11      |
| 7       | 12      | 13      | 14      | 15      | 16      | 17      | 18      |
| 8       | 19      | 20      | 21      | 22      | 23      | 24      | 25      |
| 9       | 26      | 27      | 28      | 29      |         |         |         |

| März | März | März | März | März | März | März | März |
| Kw   | Mo   | Di   | Mi   | Do   | Fr   | Sa   | So   |
| ---- | ---- | ---- | ---- | ---- | ---- | ---- | ---- |
| 9    |      |      |      |      | 1    | 2    | 3    |
| 10   | 4    | 5    | 6    | 7    | 8    | 9    | 10   |
| 11   | 11   | 12   | 13   | 14   | 15   | 16   | 17   |
| 12   | 18   | 19   | 20   | 21   | 22   | 23   | 24   |
| 13   | 25   | 26   | 27   | 28   | 29   | 30   | 31   |

| April | April | April | April | April | April | April | April |
| Kw    | Mo    | Di    | Mi    | Do    | Fr    | Sa    | So    |
| ----- | ----- | ----- | ----- | ----- | ----- | ----- | ----- |
| 14    | 1     | 2     | 3     | 4     | 5     | 6     | 7     |
| 15    | 8     | 9     | 10    | 11    | 12    | 13    | 14    |
| 16    | 15    | 16    | 17    | 18    | 19    | 20    | 21    |
| 17    | 22    | 23    | 24    | 25    | 26    | 27    | 28    |
| 18    | 29    | 30    |       |       |       |       |       |

| Mai | Mai | Mai | Mai | Mai | Mai | Mai | Mai |
| Kw  | Mo  | Di  | Mi  | Do  | Fr  | Sa  | So  |
| --- | --- | --- | --- | --- | --- | --- | --- |
| 18  |     |     | 1   | 2   | 3   | 4   | 5   |
| 19  | 6   | 7   | 8   | 9   | 10  | 11  | 12  |
| 20  | 13  | 14  | 15  | 16  | 17  | 18  | 19  |
| 21  | 20  | 21  | 22  | 23  | 24  | 25  | 26  |
| 22  | 27  | 28  | 29  | 30  | 31  |     |     |

| Juni | Juni | Juni | Juni | Juni | Juni | Juni | Juni |
| Kw   | Mo   | Di   | Mi   | Do   | Fr   | Sa   | So   |
| ---- | ---- | ---- | ---- | ---- | ---- | ---- | ---- |
| 22   |      |      |      |      |      | 1    | 2    |
| 23   | 3    | 4    | 5    | 6    | 7    | 8    | 9    |
| 24   | 10   | 11   | 12   | 13   | 14   | 15   | 16   |
| 25   | 17   | 18   | 19   | 20   | 21   | 22   | 23   |
| 26   | 24   | 25   | 26   | 27   | 28   | 29   | 30   |

| Juli | Juli | Juli | Juli | Juli | Juli | Juli | Juli |
| Kw   | Mo   | Di   | Mi   | Do   | Fr   | Sa   | So   |
| ---- | ---- | ---- | ---- | ---- | ---- | ---- | ---- |
| 27   | 1    | 2    | 3    | 4    | 5    | 6    | 7    |
| 28   | 8    | 9    | 10   | 11   | 12   | 13   | 14   |
| 29   | 15   | 16   | 17   | 18   | 19   | 20   | 21   |
| 30   | 22   | 23   | 24   | 25   | 26   | 27   | 28   |
| 31   | 29   | 30   | 31   |      |      |      |      |

| August | August | August | August | August | August | August | August |
| Kw     | Mo     | Di     | Mi     | Do     | Fr     | Sa     | So     |
| ------ | ------ | ------ | ------ | ------ | ------ | ------ | ------ |
| 31     |        |        |        | 1      | 2      | 3      | 4      |
| 32     | 5      | 6      | 7      | 8      | 9      | 10     | 11     |
| 33     | 12     | 13     | 14     | 15     | 16     | 17     | 18     |
| 34     | 19     | 20     | 21     | 22     | 23     | 24     | 25     |
| 35     | 26     | 27     | 28     | 29     | 30     | 31     |        |

| September | September | September | September | September | September | September | September |
| Kw        | Mo        | Di        | Mi        | Do        | Fr        | Sa        | So        |
| --------- | --------- | --------- | --------- | --------- | --------- | --------- | --------- |
| 35        |           |           |           |           |           |           | 1         |
| 36        | 2         | 3         | 4         | 5         | 6         | 7         | 8         |
| 37        | 9         | 10        | 11        | 12        | 13        | 14        | 15        |
| 38        | 16        | 17        | 18        | 19        | 20        | 21        | 22        |
| 39        | 23        | 24        | 25        | 26        | 27        | 28        | 29        |
| 40        | 30        |           |           |           |           |           |           |

| Oktober | Oktober | Oktober | Oktober | Oktober | Oktober | Oktober | Oktober |
| Kw      | Mo      | Di      | Mi      | Do      | Fr      | Sa      | So      |
| ------- | ------- | ------- | ------- | ------- | ------- | ------- | ------- |
| 40      |         | 1       | 2       | 3       | 4       | 5       | 6       |
| 41      | 7       | 8       | 9       | 10      | 11      | 12      | 13      |
| 42      | 14      | 15      | 16      | 17      | 18      | 19      | 20      |
| 43      | 21      | 22      | 23      | 24      | 25      | 26      | 27      |
| 44      | 28      | 29      | 30      | 31      |         |         |         |

| November | November | November | November | November | November | November | November |
| Kw       | Mo       | Di       | Mi       | Do       | Fr       | Sa       | So       |
| -------- | -------- | -------- | -------- | -------- | -------- | -------- | -------- |
| 44       |          |          |          |          | 1        | 2        | 3        |
| 45       | 4        | 5        | 6        | 7        | 8        | 9        | 10       |
| 46       | 11       | 12       | 13       | 14       | 15       | 16       | 17       |
| 47       | 18       | 19       | 20       | 21       | 22       | 23       | 24       |
| 48       | 25       | 26       | 27       | 28       | 29       | 30       |          |

| Dezember | Dezember | Dezember | Dezember | Dezember | Dezember | Dezember | Dezember |
| Kw       | Mo       | Di       | Mi       | Do       | Fr       | Sa       | So       |
| -------- | -------- | -------- | -------- | -------- | -------- | -------- | -------- |
| 48       |          |          |          |          |          |          | 1        |
| 49       | 2        | 3        | 4        | 5        | 6        | 7        | 8        |
| 50       | 9        | 10       | 11       | 12       | 13       | 14       | 15       |
| 51       | 16       | 17       | 18       | 19       | 20       | 21       | 22       |
| 52       | 23       | 24       | 25       | 26       | 27       | 28       | 29       |
| 1        | 30       | 31       |          |          |          |          |          |

## Ereignisse

### Politik und Weltgeschehen

#### Hussitenkriege
- 27. Januar: Nach mehrmonatiger Belagerung erobern Prager Bürger die Wenzelsburg und brennen sie nieder.
- 1. März: Papst Martin V. ruft auf Wunsch König Sigismunds mit der Bulle Omnium plasmatoris domini zum Kreuzzug gegen die Hussiten auf.

Hussitische Flagge mit dem Laienkelch, eine der Forderungen der Prager Artikel

- 17. März: Jan Krasy, Hussit und Anführer des Breslauer Aufstandes von 1418, wird auf Befehl König Sigismunds in Breslau hingerichtet. Darauf schließen sich in Prag die gemäßigten Kalixtiner, denen bewusst wird, dass ein Kompromiss mit Sigismund nicht mehr zu erreichen ist, mit den radikaleren Taboriten zusammen und verfassen unter der Federführung von Jan Rokycana die Vier Prager Artikel mit ihren Forderungen.

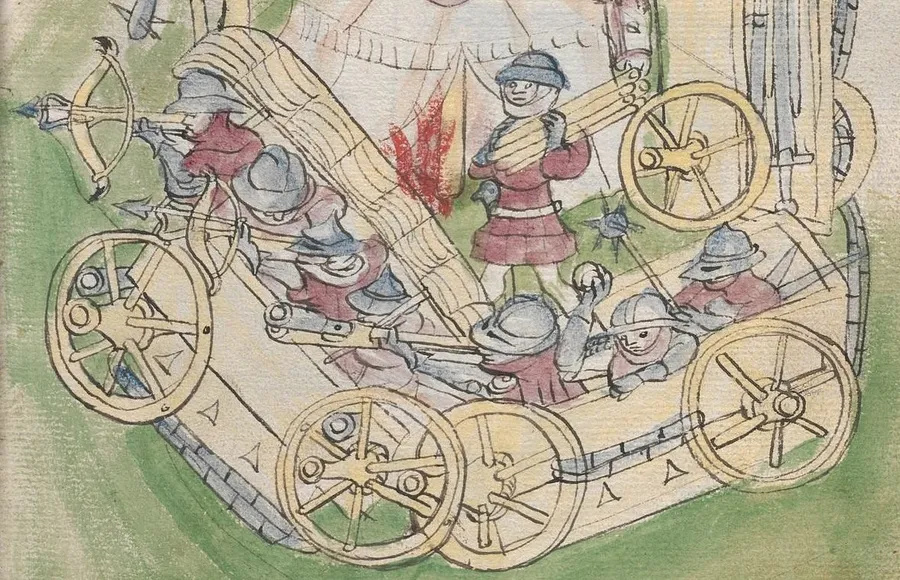
Zeitgenössische Darstellung einer hussitischen Wagenburg aus dem 15. Jh.

- 25. März: Die Schlacht bei Sudoměř ist die erste richtige Schlacht der Hussitenkriege und begründet den Ruf der Unbesiegbarkeit des Hussitenführers Jan Žižka, der in dieser Schlacht die für die Hussiten äußerst erfolgreiche Taktik der Wagenburg entwickelt.
- 4. April: Taboritische Truppen besiegen bei Mladá Vožice katholische Truppen vernichtend.
- 7. April: Taboriten unter Nikolaus von Hus erobern Sedlice, anschließend Písek, die Burg Rabi bei Schüttenhofen, Strakonitz und Prachatitz. In den nächsten Wochen werden auch mehrere Klöster niedergebrannt.
- 17. April: Die Kalixtiner übernehmen die Macht in Prag. Ihr Befehlshaber Vinzenz von Wartenberg erobert durch eine List den Hradschin und verjagt den katholischen Prälaten.
- 7. Mai: Der Hradschin wird von katholischen Truppen zurückerobert. Ihr Anführer ist Vinzenz von Wartenberg, der angesichts der taboritischen Grausamkeiten die Seite gewechselt hat. Die Hussiten stecken daraufhin die Prager Kleinseite in Brand.
- 12. Juni: Die Belagerung von Prag durch königliche Truppen beginnt. Am 29. Juni trifft Sigismund vor Prag ein. Seine Truppen erleiden unter dem Befehl von Ulrich II. von Rosenberg am nächsten Tag eine schwere Niederlage gegen die Hussiten unter Nikolaus von Hus.
- 4. Juli: Der hussitische Prediger Jan Želivský erhält durch eine „Synode“ die absolute Macht in Prag.

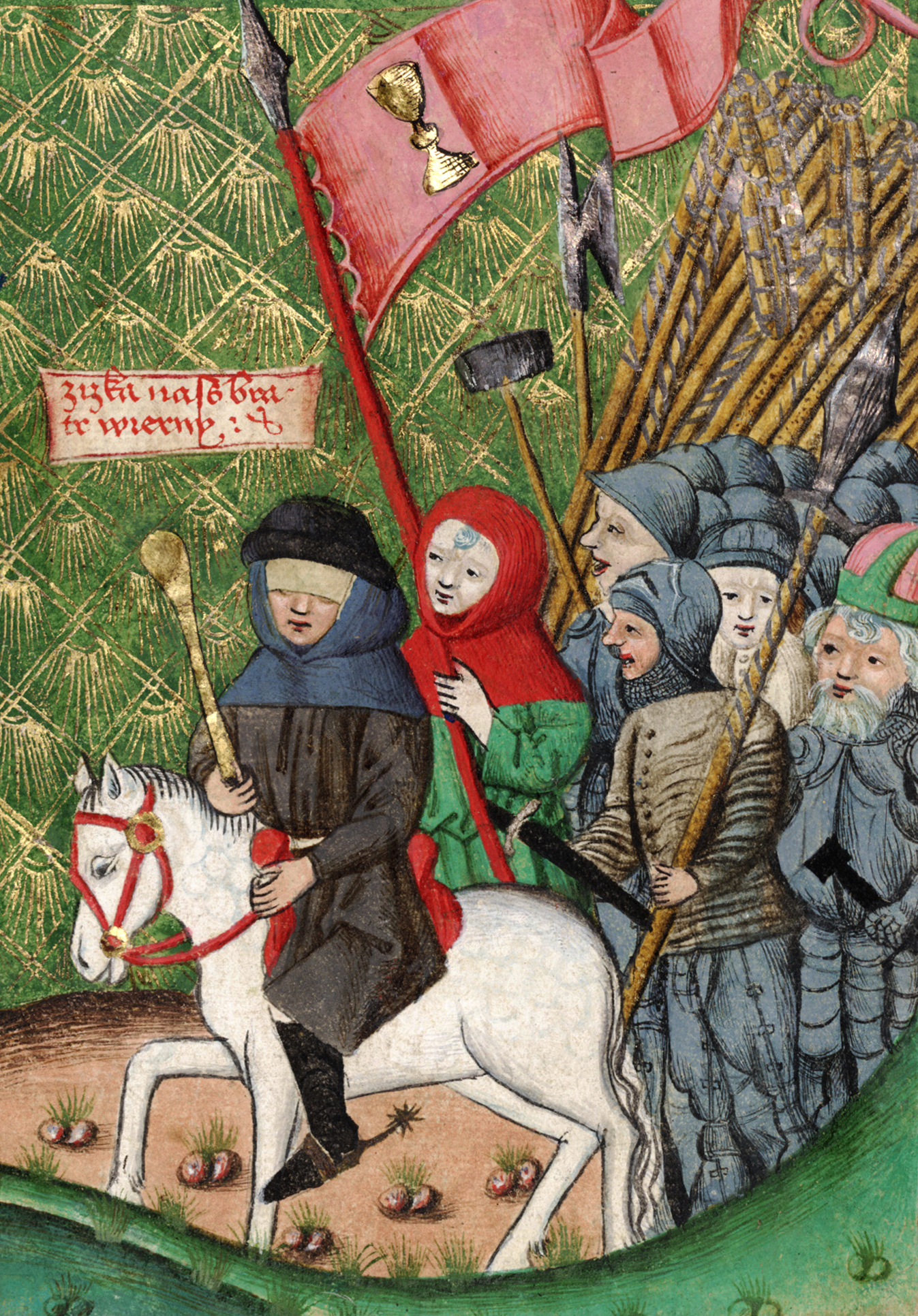
Jan Žižka führt die Hussiten, Jenaer Kodex um 1500

- 14. Juli: In der Schlacht am Veitsberg erleiden die katholischen Kreuzzügler die erste schwere Niederlage gegen die Hussiten unter der Führung von Jan Žižka.
- 28. Juli: Der römisch-deutsche König Sigismund lässt sich in Prag zum König von Böhmen krönen. Zwei Tage später zieht das Belagererheer ab.
- 16. August: Bis zum 1. November kommt es zu mehreren kleineren Gefechten, die als Schlacht bei Vyšehrad bekannt werden und die mit der Eroberung Vyšehrads durch die Hussiten enden.
- 24. Dezember: Der hussitische Befehlshaber Nikolaus von Hus stirbt nach einem Unfall.

#### Weitere Ereignisse im Reich
- 24. Februar: Der Braunschweiger Pfaffenkrieg wird durch Schiedsspruch Herzog Bernhards I. von Braunschweig-Lüneburg beigelegt.

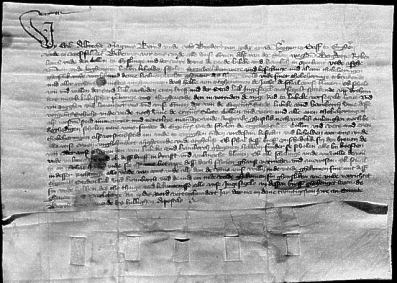
Perleberger Vertrag

- 23. August: Der Vertrag von Perleberg regelt dauerhaft Grenzziehungen des Herzogtums Sachsen-Lauenburg mit Hamburg und Lübeck.
- Graf Friedrich IV. von Tirol verlegt seinen Herrschaftssitz von Meran nach Innsbruck.
- Rüte wird erstmals urkundlich erwähnt.

#### Hundertjähriger Krieg

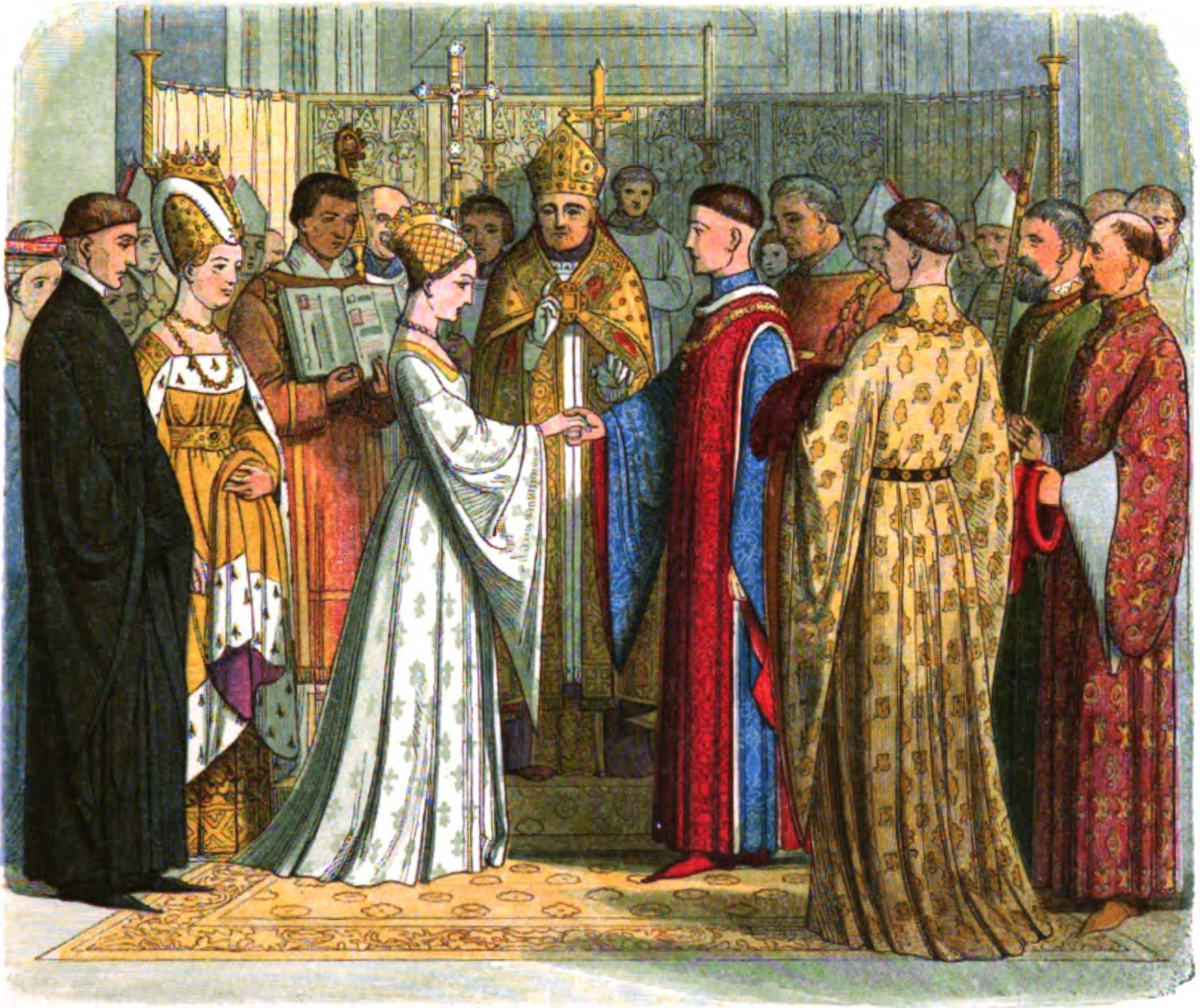
Hochzeit von Catherine de Valois mit Heinrich V. von England

- 21. Mai: Im Vertrag von Troyes erkennt Frankreichs König Karl VI. im Falle seines Todes einen Thronanspruch des englischen Königs Heinrich V. an, den dieser durch die Heirat mit Katharina von Valois, der Tochter Karls VI., untermauert. Katharinas Bruder, der Dauphin Karl, ist von der Thronfolge vertraglich ausgeschlossen. Er bildet später in Bourges eine Gegenregierung.
- 2. Juni: Heinrich V. und Katharina von Valois, die Tochter des bisherigen französischen Königs Karl VI., heiraten.

#### Asien
Nach dem Tod von Qara Yusuf, dem Herrscher der Qara Qoyunlu, bricht unter seinen Söhnen Ispend, Qara Iskander, Dschahan Schah und Abu Sa’id ein Streit um die Nachfolge aus. Der Stamm der Sa’dlu, einer der wichtigen Unterstämme der Qara Qoyunlu, erklärt Ispend zum neuen Führer. Abu Sa’id muss fliehen und Dschahan Schah geht nach Bagdad. Qara Iskander und Ispend bekämpfen und besiegen gemeinsam die im Westen einfallenden Aq Qoyunlu unter Qara Yoluq Osman Bey. Der Timuriden-Herrscher Schāh Ruch nutzt die Schwäche der Qara Qoyunlu zu einem Einfall in Aserbaidschan.

### Wissenschaft und Technik
- Giovanni da Fontana baut ein Gefährt, dessen Hinterräder sich durch einen Seilzug-Trommelmechanismus von Hand antreiben lassen.

### Kultur
- um 1420: Der Marienaltar von Conrad von Soest, ein Altarretabel in der Marienkirche in Dortmund, entsteht. Der Hauptaltar der Dortmunder Kirche gilt als Meisterwerk der Spätgotik und des höfischen Stils. Das als Triptychon ausgeführte Retabel ist das späteste bekannte Werk des Malers, das er kurz vor seinem Tode vollendet.

| Marienaltar des Conrad von Soest (Vorderseite) | Marienaltar des Conrad von Soest (Vorderseite) | Marienaltar des Conrad von Soest (Vorderseite) |
| ---------------------------------------------- | ---------------------------------------------- | ---------------------------------------------- |
|                                                |                                                |                                                |

## Geboren

### Geburtsdatum gesichert
- 15. Januar: Bernardo Bandini Baroncelli, italienischer Bankier und Attentäter († 1479)
- 09. Februar: Dorothea von Brandenburg, Herzogin zu Mecklenburg († 1491)
- 06. April: Georg von Podiebrad, König von Böhmen († 1471)
- 05. Juni: Anna von Sachsen, Landgräfin von Hessen († 1462)
- 24. August: Albrecht von Eyb, deutscher Humanist und Schriftsteller († 1475)
- 29. September: Michael Beheim, deutscher Meistersinger († um 1474)

### Genaues Geburtsdatum unbekannt
- Abdalhaqq II., Sultan der Meriniden in Marokko († 1465)
- Marco Barbo, Patriarch von Aquileja und Kardinal († 1491)
- Michael Czacheritz, Augustiner-Chorherr und Stiftspropst († 1489)
- Diogo Gomes, portugiesischer Navigator, Entdecker und Autor († 1502)
- Nicolas Jenson, französischer Stempelschneider († 1480)
- Konrad X., Herzog von Oels († 1492)
- Lambert, Herr von Monaco († 1494)
- John Morton, Bischof von Ely und Erzbischof von Canterbury († 1500)
- Margarethe von Savoyen, Königin von Sizilien, Pfalzgräfin und württembergische Gräfin († 1479)
- Ruprecht von Pfalz-Simmern, Bischof von Straßburg († 1478)
- Sesshū Tōyō, japanischer Zen-Mönch und Maler († 1506)
- Hermann Slupwachter, deutscher Theologe und Rechtsgelehrter († 1490)

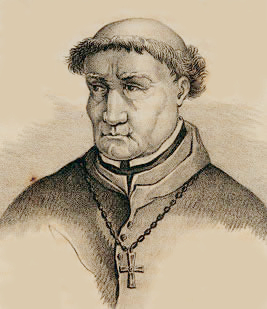
Tomás de Torquemada

- Tomás de Torquemada, spanischer Großinquisitor († 1498)

### Geboren um 1420
- Peter von Andlau, elsässischer Rechtsgelehrter († 1480)
- Jean Fouquet, französischer Buch- und Tafelmaler († zwischen 1478 und 1481)
- Piero della Francesca, italienischer Maler, Kunsttheoretiker und Mathematiker († 1492)
- Peter Hemmel von Andlau, spätgotischer Glasmaler († 1506)
- Johann I. von Hohnstein, Regent der Grafschaft Hohnstein († 1498)
- Andreas Jamometić, Erzbischof von Kraina in der montenegrinisch-albanischen Grenzregion († 1484)
- Aberlin Jörg, Architekt und Baumeister in Württemberg († um 1492)
- Luciano Laurana, Baumeister und Architekt der Renaissance († um 1479)
- Martin Mair, bayerischer Humanist und Staatsmann († 1481)
- Hektor Mülich, Augsburger Kaufmann und Chronist († 1489/90)
- Hans Pleydenwurff, deutscher Maler († 1472)
- Prokop von Rabstein, böhmischer Diplomat und Kanzler der böhmischen Krone († 1472)
- Hans Talhoffer, deutscher Fechtmeister († um 1490)

## Gestorben

### Genaues Todesdatum bekannt
- 11. März: Heinrich II., Herzog zu Münsterberg
- 11. Juni: Johann III., Burggraf von Nürnberg und Markgraf von Brandenburg-Kulmbach (* um 1369)
- 16. Juli: Degener Buggenhagen, deutscher Adliger und Erblandmarschall von Pommern-Wolgast
- 09. August: Pierre d’Ailly, französischer Theologe und Kardinal (* 1350)

Wappen des Robert Stewart, 1. Duke of Albany

- 03. September: Robert Stewart, schottischer Prinz und Hochadliger (* um 1340)
- 25. September: Gérard de Montaigu der Jüngere, Bischof von Poitiers und Paris
- 01. November: Heinrich von Lazan, Landeshauptmann von Breslau und königlich böhmischer Kämmerer
- 25. November: Elisabeth Achler, deutsche katholische Ordensschwester (* 1386)
- 27. November: Hugh Burnell, englischer Adeliger (* um 1347)
- 18. Dezember: Şeyḫ Bedreddīn bin Ḳāḍı Simavna, osmanischer Rechtsgelehrter, Sufi und Rebell (* 1358)
- 24. Dezember: Mikuláš z Husi a Pístného, böhmischer Landadeliger, Hussitenpolitiker und Heeresführer (* 1375)
- 27. Dezember: Jakob Twinger von Königshofen, deutscher Chronikenschreiber (* 1346)

### Genaues Todesdatum unbekannt
- Imagawa Sadayo, japanischer Fürst und Schriftsteller (* 1326)
- Kersten Miles, Hamburger Bürgermeister (* um 1340)
- Elisabeth von Pilitza, Königin von Polen und Großfürstin von Litauen (* 1372)
- Albrecht III. von Werdenberg-Heiligenberg-Bludenz, letzter Graf von Bludenz
- Qara Yusuf, Herrscher der Qara Qoyunlu (* 1357)